# Celama peguense
Celama peguense är en fjärilsart som beskrevs av George Francis Hampson 1894. Celama peguense ingår i släktet Celama och familjen trågspinnare. Inga underarter finns listade i Catalogue of Life.